# プラント (ガンダムシリーズ)

プラントの旗

プラント（P.L.A.N.T.）は、アニメ『機動戦士ガンダムSEED』及び『機動戦士ガンダムSEED DESTINY』に登場する架空のスペースコロニー群であり国家。本項目ではプラントの武装組織であるザフトの解説も記述する。

## 概要
プラントとザフトの設定製作は森田繁が担当した。森田は書籍のインタビューに際し、ザフトが軍隊、プラントがコロニーの呼称であることはまず決まっていたため、コーディネイターの統治機構や行政システムの設定を製作したと語っている。
また、神話で語られる楽園＝ユートピアをイメージしてデザインがなされたとされている。デザインを担当したのはスタジオぬえの宮武一貴。

## 設定
プラント（P.L.A.N.T.：Productive Location Ally on Nexus Technology プロダクティブ・ロケーション・アレイ・オン・ネクサス・テクノロジー）は、コーディネイターが中心となって作り上げた天秤型をした新世代コロニーの総称。その見た目から、一部の資料では砂時計型と間違えて記載されている。
太陽粒子・宇宙放射線遮断フィールド発生システムを外壁側に有する円錐状構造物の底面に位置する直径10キロ相当の面積が居住区であり、その約7割は水源（湖）で占められている。ゆえに充分な居住地帯を確保するにはサイズそのものを巨大化させる必要があり、その景観はL5宙域にあるにもかかわらず地球上から肉眼で視認できるほどのものとなった。支点となるセンターハブを軸に回転する事で擬似重力を生み出し、地球上とほとんど変わらない環境を確立。側面は多層超弾性偏光＆自己修復ガラスで覆われている。気候は亜熱帯に設定。太陽光発電の変換効率が80パーセント強の世界ゆえに、中央のくびれ部分から伸びるシャフト先端の第1次ミラーで太陽光を受け、支点側の2次ミラーへ反射させて電力を蓄える事でエネルギーをまかなっている。行程60キロにもおよぶ両端への移動は内部中心にそびえ立つシャフトタワー内のエレベーターが用いられ、その中間が宇宙港などの施設地帯となっている。

### 作品世界の来歴
その前身となるのはL5に建設された研究用コロニー「Zodiac」である。CE31年頃からジョージ・グレンや異星生物研究機関の手によってエヴィデンス01を始めとした研究を行っていた同施設は宇宙での一大研究施設として発展していき、CE38年には大型化・複雑化したため、ジョージ・グレンによって同年に天秤型コロニーが考案・発表された。そして大西洋連邦・ユーラシア連邦・東アジア共和国の三国がこれに出資し、理事国となった。この天秤型コロニーはCE44年には地球に対する大規模生産基地としての意味から「プラント」と命名。CE45年には既にその従事者はコーディネイターがほとんどを占め、「プラントに作れないものはない」と言われるほどの生産力となる。しかし、食料生産のみは厳重に禁じられており、100%が地球からの輸入品であった。同年には反コーディネイター組織によるテロが発生するが、非武装かつ自治権のないプラント市民には対抗手段がなく、不満が高まった。また、理事国からは多大なエネルギー供給ノルマが課せられており、これが切っ掛けとなり、CE50年にはパトリック・ザラ、シーゲル・クラインらが中心となり政治結社「黄道同盟」が組織され、プラントの自治権と貿易自由権を求める運動が行われていく事となる。
その後、地上での迫害から多くのコーディネイターが移住。CE63年にはプラント内でブルーコスモスによるテロが発生し、エネルギー生産部門が破壊される。理事国はこれに対しエネルギー輸出停止を認めなかったため、プラント内で深刻なエネルギー危機が発生。これを受けてプラント内技術者の一斉サボタージュが行われるが、理事国はモビルアーマーによる威嚇を敢行。プラント内で独立論が高まる。理事国からの独立を目指すグループは結束し、MSの軍事転用の研究を開始。CE65年にはその試作一号機のロールアウトに成功し、黄道同盟も活動を活発化させ「ZAFT」に名称変更。CE68年にはプラント内における評議会の多数派はザフトの議員が占めるようになり、自治獲得・貿易自主権獲得を表明する。その一方で南アメリカ合衆国・大洋州連合と極秘裏に取引が行われ、両国からの食料生産とプラントからの工業製品輸出が取り決められる。
しかし、これに対し理事国はプラントのシーゲル・クライン議長の解任と議会の解体、並びに自治権の完全放棄を要求。プラントが反発する姿勢を見せると、南アメリカ合衆国からの食糧輸送船を撃沈する。この事件を契機にザフトは軍事的組織に再編成。69年にはプラント独自での食料生産を行うべく、ユニウス市のコロニー4基を農業用プラントへ改造する。しかし、それを由としなかった理事国は軍事的な威嚇行動を行い、プラント側との軍事衝突が発生する。これに勝利したプラント側は完全な自治権獲得と対等貿易を要求する。しかし、理事国との交渉が紛糾。CE70年1月1日にはプラント側の要求の回答期限だったことから、理事国へ向かった評議会議員がブルーコスモスのテロに遭い死亡。しかし、理事国の関与が判明した事からプラントは地球に対する輸出を停止。その生産をほとんどプラントに頼っていた理事国は窮乏し、CE70年2月11日には地球連合によるプラントに対する宣戦布告、同年2月14日にはプラント・ユニウスセブンへの核攻撃が行われる。プラント議会はC.E.70年2月18日に黒衣の独立宣言と徹底抗戦を明言する。
その後、第二次ヤキン・ドゥーエ攻防戦が終わりユニウス条約の前身となったナイロビ講和会議が開催されると、政治的独立と引き換えに武力放棄を迫った連合国（地球連合軍）に対し、スカンジナビア王国のリンデマン外相が提案した条件（通称リンデマン・プラン）をプラント（ザフト）が了承した事で、残る唯一の障害だった「大西洋連邦との合意」を得て名実共に完全な自主権を獲得し「国家プラント」となる。それに伴い名称を Peoples Liberation Acting Nation of Technology ピープルズ・リベレーション・アクチング・ネイション・オブ・テクノロジー（科学技術に立脚した民族解放国家）へと改名しその景観を模してデザインした国旗も制定。C.E.73年代ではアーモリーワンなどを合わせた120基前後まで拡大したが、第二次大戦の終盤で大量破壊兵器のレクイエムによる砲火をうけ、ヤヌアリウス・ワンからフォーの4基と、ディセンベル・セブンとエイトの2基が壊滅した。

## 各プラント
居住人口は一部例外を除いてプラント1基につき50万人。1基で1区とし、10基で1市を形成する。C.E.71年時点で全12市・計92基が存在していた。ただし、C.E.71年2月14日に起こった地球連合軍による核攻撃「血のバレンタイン事件」でユニウス市のプラントが1区（ユニウスセブン）崩壊している。また、C.E.73～74年の戦争を描いた「機動戦士ガンダムSEED DESTINY」第44話では地球連合軍の兵器「レクイエム」によってヤヌアリウス市が4基、ディセンベル市のプラントが1基崩壊している。
行政は各区で独自に行い、15歳以上であれば互選制によって選挙に参加。各区では15歳以上の人間のスキル・学業・仕事・実績が本人の意思に関係なくリストアップされ、有権者はそこから選択肢投票を行う。これによってもっとも投票数の多かった人物が選出される形となるが、健康問題や重要な業務に携わっている等の特別な理由がない限りは辞退する事が出来ない。基本的に有事などがない限りその任期は3年で、同じ人物が継投する事はない。
さらに各区から5人の議員が区長と同様の方法で選出され、各市間の折衝を行う「プラント60人議会」が存在。これと並行する形で行政支援AIによる中央官庁が存在する。「プラント60人議会」の5人のうち1人は主任として「プラント最高評議会」に参加する。
以下は各プラント概要。C.E.71年時点の各市代表も併記。
アプリリウス市
プラントの首都となる市。 天文学、宇宙物理学、宇宙論、宇宙惑星学、宇宙生命学を管轄する。「エヴィデンス01」の化石や「プラント最高評議会」が置かれているのもこの市の一区である。
『SEED DESTINY』では、地球連合軍の月面兵器レクイエムの攻撃目標となるが、ジュール隊の奮闘により直撃を免れた。
代表はシーゲル・クライン（CE71年時点）
『SEED FREEDOM』では、世界平和監視機構コンパスの本拠地が置かれる。
ユニウス市
基礎農林水産学、応用農水工学、社会工学を管轄する。
代表はルイーズ・ライトナー（CE71年時点）
ユニウスファイブ
ユニウス市のプラントの1区で、コンサート会場「ホワイトシンフォニー」が存在した。農業用への改装の為、同会場は取り壊しの予定。
ユニウスセブン
ユニウス市の農業用プラント。C.E.70年に血のバレンタイン事件と呼ばれる核攻撃事件が起こり、プラントと地球連合の全面戦争が、地球圏全土へと拡大していくきっかけになった。この戦争の停戦条約はユニウスセブン跡で結ばれ、ユニウス条約と呼ばれている。
砂時計が真ん中から折れて上下が別々に存在し、片方は壁面が失われた大地だけの状態で、地球を取り巻くデブリベルトへと移動し、後に『SEED』本編や停戦条約、ブレイク・ザ・ワールドの舞台となっている。もう片方はほぼ完全に原形をとどめたまま（壁面・大地とも残っている）、地球を周る一定の周回軌道に乗っており、一時プラントへ衝突コースを取ったのでジャンク屋ギルドによって軌道修正される。この際突発的な事故の修正のため、真っ二つに切断された。
『SEED MSV』では、条約締結が行われた日、ザフト脱走兵達のテロ組織が偽装した武装の式典用MSによる奇襲攻撃をかけようとしたが、サーペントテールやジャン・キャリーによって阻止されている。
C.E.73年、サトーら旧パトリック・ザラ派のテロリストによってユニウスセブンは地球への落下軌道に乗せられる。それを阻止しようとジュール隊とミネルバがユニウスセブンの破壊作戦を敢行。掘削機「メテオブレイカー」とミネルバの艦首砲「タンホイザー」によって破壊は成功したが、その破片が地球の各地に落下し、甚大な被害が出てしまう。この事件は後に、ユニウスセブン落下テロ事件と呼ばれている。
マイウス市
管轄は応用機械工学、基礎冶金学、応用冶金学、応用材料工学、ロボット工学。プラントの国策軍事企業であるマイウス・ミリタリー・インダストリー社はここに所在する。
代表はユーリ・アマルフィ（CE71年時点）
ヤヌアリウス市
基礎微細工学、応用微細工学を管轄する。
代表はアリー・カシム（CE71年時点）
ヤヌアリウスワン - フォー
ヤヌアリウス市を形成する内の4基。C.E.74年に地球連合軍ダイダロス基地の軌道間全方位戦略砲レクイエムの攻撃で崩壊した。
ディセンベル市
元々は航宙指導設備や管制設備を有するプラントであったが、それらが軍事転用可能な事からザフトの本部が置かれる事となった。教育施設も充実する。
代表はパトリック・ザラ（CE71年時点）。
ディセンベルセブン - エイト
ディセンベル市を形成する内の2基。同上の経緯で破壊されたヤヌアリウスフォーの残骸が衝突し崩壊した。
クィンティリス市
基礎化学、応用化学を管轄する。
代表はジェレミー・マクスウェル（CE71年時点）
セクスティリス市
基礎物理学、理論物理学、素粒子物理学、高次元物理学、数学を管轄するプラント。
代表はオーソン・ホワイト（CE71年時点）
セプテンベル市
電子工学、情報工学、人工知能工学、総合情報学を管轄。
代表はアイリーン・カナーバ（CE71年時点）
オクトーベル市
管轄は人文科学総合。
代表はヘルマン・グールド（CE71年時点）
ノウェンベル市
管轄は多目的実用生産工学。
代表はパーネル・ジェセック（CE71年時点）
フェブラリウス市
基礎医学、臨床医学、生化学、分子生物学、応用生体工学を管轄するプラント。
代表はタッド・エルスマン（CE71年時点）
マティウス市
航空宇宙工学、造船工学を管轄。ザフトの艦船に採用される甲板や、MS用重斬刀等を開発するマティウス・アーセナリー社が所在する。
代表はエザリア・ジュール（CE71年時点）
アーモリーワン
プラントの1つで、第1兵器廠を意味する。人工の海と港がある。
一次大戦後に新設されたプラントで、ここのみ立地はL5に存在する他のプラントとは異なり、L4となる。
『SEED DESTINY』においては、C.E.73年、アーモリーワンには、進宙式を控えていたミネルバが停泊していた他、インパルス、カオス、ガイア、アビスのセカンドステージシリーズをはじめ、ユニウス条約締結後に開発されたザクウォーリア、ザクファントムといったMSが製造されていた。しかし、潜入していたスティング・オークレー、ステラ・ルーシェ、アウル・ニーダの3人によってカオス、ガイア、アビスを奪取され、また彼らの攻撃で大きな被害を受けてしまう。

## プラント最高評議会
プラント最高評議会（P.L.A.N.T. Supreme Council）は、プラントの最高意思決定機関であり、アプリリウス市に政治拠点を持つ。
メンバーは「プラント60人議会」のうち選ばれた主任議員一人を市の代表とし、それぞれ12の各市から参加する。12の市長は同格な扱いを受けるが、議事進行を円滑に進める便宜的な措置としてそこから議長が選出される。事実上の国政の長と国家元首の役割を果たす最高評議会議長の任期は1年で、持ち回り制となる。
歴代議長
- シーゲル・クライン（C.E.68～C.E.71年3月[26]）
- パトリック・ザラ（C.E71年4月1日～C.E.71年9月27日[26]、引き続き国防委員長職も兼任）
- アイリーン・カナーバ（パトリック・ザラ死亡後に着任。任期は不明だが、C.E.72年3月のユニウス条約締結に伴い辞職している[27]。）
- ギルバート・デュランダル（任期は不明だが、アイリーン・カナーバの辞任後に選出されている[27]）

第二次大戦においてデュランダルが死亡した後の議長は不明であるが、『機動戦士ガンダムSEED DESTINY スペシャルエディション4 自由の代償』ラストにおいてはC.E.74年にルイーズ・ライトナーがオーブ連合首長国代表のカガリ・ユラ・アスハと講和を結ぶシーンが描かれている。
- ワルター・ド・ラメント（『機動戦士ガンダムSEED FREEDOM』にて、デュランダルの後任として選出された）

## 人口
居住人口はコーディネイターだけで6000万人。ただし、第1世代コーディネイターの親世代であるナチュラルも同居しており、その中には故郷である地球への帰還を志望するものもいる。

## ザフト
ザフト（Z.A.F.T：Zodiac Alliance of Freedom Treaty＝自由条約黄道同盟）は、プラントで一党独裁の政権与党の立場にある政治結社であるが、事実上の国軍として機能する武装組織でもある。
ザフトの前身は「黄道同盟」と呼ばれる、パトリック・ザラ、シーゲル・クラインをはじめとするプラントのL5コロニー建設従事者が有志となって、自分たちの諸権利獲得を目的に結成した政治結社である。党勢拡大に伴い、C.E.65年に「自由条約黄道同盟」と改称したが、CE68年にはプラント内に存在する警察組織を吸収し、モビルスーツを主力とする本格的軍備を所有する組織へと再編された。
ゆえにザフトは国家の正規軍ではなく「義勇軍」である。このため、ザフトに属する者も、最高評議会のメンバーも、平時にはそれぞれの本職に就いている。
『SEED』と『SEED DESTINY』では、ザフトには「下士官、士官（尉官、佐官、将官）」といった階級制は存在しない。肩書きは配属された兵科、職種及びその戦術単位の責任者名、管理職名で呼ばれる。一方ではFAITHと呼ばれるプラント国防委員会直属の特務隊が存在している。ザフトへの入隊は志願制になっており、士官アカデミーを経て着任している。「機動戦士ガンダムSEED DESTINY HDリマスター Blu-ray BOX1」初回限定版に、特典として封入された両澤千晶書き下ろしの新作ドラマCD「OMAKE quarters Vol.1」では、第二次大戦の停戦後にザフトも階級制を導入したため、イザーク・ジュールは少佐（後に中佐に昇格）となっている。『機動戦士ガンダムSEED FREEDOM』では、大西洋連邦、オーブ連合首長国と共同で国際組織世界平和監視機構コンパスを創設したことで、МSや戦艦などを提供し、幾人ものザフト兵が出向し、各地の紛争へと介入している。

### 戦力
軍事拠点
宇宙においては軍事ステーションを持ち、CE71年までは宇宙要塞「ヤキン・ドゥーエ」を有していた。また、CE70年には戦闘によって東アジア共和国の資源衛星「新星」を奪取し、これを「ボアズ」と名を改め要衝としていた。しかしながら、CE71年の大戦期に「ボアズ」は核攻撃によって崩壊し、「ヤキン・ドゥーエ」は自爆によって失われている。
CE73年時点では移動拠点を兼ねた大型宇宙母艦「ゴンドワナ」が新たに建造されている。また、資源衛星跡を改造した宇宙要塞「メサイア」も存在したが、メサイアは戦闘の末に陥落、月面に衝突し崩壊した。
地上には親プラント国である大洋州連合に所在するカーペンタリア基地と、カサブランカ沖海戦勝利後にイベリア半島に建設されたジブラルタル基地に軍事拠点を設けている。CE71年の大戦期にはその他にも複数の軍事拠点を設けていたが、CE72年3月に施行された「ユニウス条約」からカーペンタリア基地とジブラルタル基地以外の地上の拠点は手放す事となった。その後、CE73年からの大戦期には地球連合からの脱退やザフトへの救援を望み、拠点を提供した地球の地域も存在する。
兵器
新兵器ニュートロンジャマーやモビルスーツを造り出すことで、第1次連合・プラント大戦では国力において数十倍から数百倍上回る地球軍を相手に善戦した。ただその一方、人型兵器としての接近機動戦闘以外の、偵察機、威力偵察車両、通信車両等の役割も全てモビルスーツに担わせようとする「根強いモビルスーツ偏重主義」に陥っている。構成はモビルスーツ3機で1個小隊となる。

### 作中に登場した部隊
クルーゼ隊
ラウ・ル・クルーゼが隊長を務め、ナスカ級駆逐艦のヴェサリウスを旗艦としローラシア級MSフリゲートのガモフを従える。最高評議会に属する要人の子弟を集めたエリート部隊であり、アスラン・ザラ、イザーク・ジュール、ニコル・アマルフィ、ディアッカ・エルスマン、ラスティ・マッケンジー、ミゲル・アイマンなどの実力者を有し、5機のG強奪作戦によって因縁が深まったアークエンジェル隊との追撃戦に従事した。
途中、ローラシア級のツィーグラーを含むラコーニ隊とポルト隊が指揮下に入ったが、ほどなくして低軌道会戦でゼルマンが指揮していたガモフが轟沈し、交戦が地球上へと移行するとアスランが指揮するザラ隊が分隊として結成され、ボズゴロフ級1番艦ボズゴロフが配備される。イザークを残してほぼ全員がMIAとなってからは合流したクルーゼによってオペレーション・スピットブレイクなどを転戦した後、主戦場が宇宙に戻るとホイジンガーとヘルダーリンのナスカ級2隻と共にシホ・ハーネンフースやアイザック・マウなどが補充される。
新体制で再びアークエンジェル隊の前に立ち塞がったが、その戦闘でヴェサリウスが轟沈。それからほどなくしてパトリック・ザラ肝いりの組織体制が整うと関係の深かったクルーゼが直属の特務隊へ異動したため、後述のジュール隊へと引き継がれる形で隊は解散した。
バルトフェルド隊
「砂漠の虎」を異名に持つアンドリュー・バルトフェルドを隊長とし、陸上戦艦であるレセップスを旗艦とする地上部隊。主にアフリカ方面において陸上戦を中心に活躍し、陸上用モビルスーツであるバクゥ、ラゴゥを主力とする。
第二次ビクトリア攻防戦後、地上に降下して来た連合側の戦艦アークエンジェルと交戦し、隊長のバルトフェルドが敵の所属モビルスーツであるストライクに敗れた事で、部隊はほぼ壊滅した。
ジュール隊
元クルーゼ隊所属のエースパイロットであるイザーク・ジュールを隊長とする部隊。『SEED』では第二次ヤキン・ドゥーエ攻防戦時に結成され、シホ・ハーネンフースやアイザック・マウといったパイロットが所属し、プラント本国の防衛にあたった。
『SEED DESTINY』ではナスカ級のボルテールを旗艦とし、旧知のディアッカやシホと共にユニウスセブン破砕作業作戦や小規模の宇宙戦に従事。後期には元ハイネ隊と思しき隊員達も配属され、目立った戦死者や被害のない状態で終戦まで奮戦した。
グラディス隊（ミネルバ隊）
ユニウス条約後の新生ザフトを象徴する部隊として、当時のギルバート・デュランダル最高評議会議長によるあらゆる恩恵を受けて組織された。タリア・グラディスが艦長を務める惑星強襲上陸艦LHM-BB01ミネルバと、ZGMF-Xセカンドステージシリーズ、ニューミレニアムシリーズといった最新鋭のMSを艦載し、シン・アスカ、レイ・ザ・バレル、ルナマリア・ホーク、アスラン・ザラ、ハイネ・ヴェステンフルスといったエースパイロットが所属。
ロゴスが暗躍する地球軍・特にファントムペインのロアノーク隊と、ユウナ・ロマ・セイラン指揮下のオーブ軍艦隊などと各地で転戦を繰り広げながら、オペレーション・ラグナロクではデュランダル議長が乗船する旗艦を務めるなどザフトの中心的存在となって活躍したが、ハイネの戦死、アスランの脱走、シンとレイの特務隊への異動などを経て、最終的には反デュランダルを掲げたオーブ・クライン派同盟との交戦で艦は大破。副長のアーサー・トラインに権限を委譲したタリアの退艦によって隊は解散した。
ラドル隊
「SEED DESTINY」第17話～第18話に登場。ミネルバと連携し、ガナルハン攻略を行った。
ウィラード隊
「SEED DESTINY」第34話に登場。エンジェルダウン作戦（アークエンジェル、フリーダム追撃）においてミネルバやインパルスと連携を行った。
グラスゴー隊
「SEED DESTINY」第39話に登場。メンデルコロニーからデュランダルの資料を持ち去ったエターナルを追撃し、救援に駆け付けたストライクルージュを大破させたが、エターナルから出撃したストライクフリーダムの前にMS隊はわずか2分で全機攻撃不能となり、艦隊も全て戦闘不能にさせられた。
戦力としてはナスカ級3隻の他、グフイグナイテッドやザクウォーリア合わせ少なくとも25機が確認できる。

### 制服
ザフトでは士官学校の成績等級または兵科によって制服の色が決まっている。
尚、軍服はZAFT時代と黄道同盟時代とで個別の物を使用している。
緑服
士官学校の卒業成績上位20位未満の者。ジャケットの裾が他よりも短い。
赤服
士官学校の卒業成績が緑服以上の者。通称「ザフトレッド」「赤服」「アカ」。ただし、上記の緑服との違いは「学校卒業時点での成績差」でしかなく、基本的に両者は対等である。
黒服
部隊の副官級が着用。（フレドリック・アデス、アーサー・トライン、『SEED DESTINY』終了前後と『FREEDOM』のディアッカ・エルスマンなど）。
白服
隊長ないし艦長級（ラウ・ル・クルーゼ、タリア・グラディス、『SEED DESTINY』におけるイザーク・ジュールや終盤のキラ・ヤマトなど）。
紫服
国防委員会に属する武官（パトリック・ザラ、ユーリ・アマルフィ、『SEED DESTINY』時代の国防委員長タカオ・シュライバーなど）。
青緑服
文官の議員。唯一デザインが異なっており、同色のロングコートとスラックス（ロングスカート）からなる制服（シーゲル・クライン、アイリーン・カナーバ、『SEED』終了後から停戦期間のイザーク・ジュール、『SEED DESTINY』終了前後の最高評議会議長ルイーズ・ライトナーなど）。
その他
第4代議長のギルバート・デュランダルは、白を基調にしたロングコートとインナーからなるオーダーメイドと思しき施政服を着用していた。また、第二次大戦後に最高評議会からの招致を受けたラクス・クラインも、黒を基調にした陣羽織とフォーマルドレスをかけ合わせたオーダーメイドと思しき施政服を着用していた。

### 設計局
MSをはじめとするザフトの兵器の多くは旧ソビエト連邦をモデルとした党行政機関の一部である設計局で開発されている。元は複数の局に分かれていたが、パトリック・ザラ政権時に統合され、以後は統合設計局として各兵器を開発する事となる。各局・統合設計局ともに所在地はプラントのマイウス市。
ハインライン設計局
シグーやディンなどを手掛ける。
アジモフ設計局
バクゥ、ラゴゥなどを担当。
クラーク設計局
グーン、ゾノ、ザウート、ガズウートなどを担当。
ヴェルヌ設計局
共同開発でミーティアなど。他には戦闘機や小型宇宙船の開発も行っている。核エンジンの開発も担当する。ジンハイマニューバやミーティアに採用されたスラスターも、ヴェルヌ設計局の開発によるものである。
ウェルズ設計局
ヴェルヌ設計局と共同開発でミーティアユニットなど。

### 国防事務局
文字通り、国防に関する事務処理を行う部局。劇中ではオペレーション・スピットブレイク発動の際に言及されている。また、ザフトの組織図に記載されていない「直轄特殊部隊」という非公然部隊を独自に保有し、極秘裏に要人の誘拐、暗殺、後方攪乱といった非正規作戦をおこなっているともいわれる。これは真実だとする意見と、プラントの広告代理店が地球連合側を混乱させるために流した噂だとする意見が、人々の間でも分かれている。

### 広報局
ザフトの広報、プロパガンダ活動を担当する部局。わかりやすい「胡散臭い」組織として設定されたもので、劇中デスティニープランの解説、啓蒙のためのアニメを制作して放送したのもこの広報局である。

### 司法局
パトリック・ザラがクライン派議員の拘束に際して言及している部局。パトリックの死後、この部署がどうなったかは不明。

### 軍備
軍事施設
詳細は『ザフトの軍事施設』を参照。
艦艇
詳細は『ザフトの艦船およびその他の兵器』を参照。
MS
詳細は『ザフトの機動兵器』を参照。

### 開発した兵器
- 戦前より開発されたMS
  - ZGMF-1017 ジン
  - ZGMF-515 シグー
  - AMF-101 ディン
  - TMF/A-802 バクゥ
  - TFA-2 ザウート
  - UMF-4A グーン
- 戦時中に開発されたMS
  - ZGMF-1017M ジンハイマニューバ
  - TMF/A-803 ラゴゥ
  - UMF-5 ゾノ
  - ZGMF-600 ゲイツ
- ニュートロンジャマーキャンセラー搭載MS
  - YMF-X000A ドレッドノート
  - ZGMF-X09A ジャスティス
  - ZGMF-X10A フリーダム
  - ZGMF-X11A リジェネレイト
  - ZGMF-X12A テスタメント
  - ZGMF-X13A プロヴィデンス
- ニューミレニアムシリーズ
  - ZGMF-1000 ザクウォーリア
  - ZGMF-1001 ザクファントム
  - ZGMF-2000 グフイグナイテッド
  - ZGMF-XX09T ドムトルーパー
- セカンドステージシリーズ
  - ZGMF-X101S ザクスプレンダー
  - ZGMF-X56S インパルス
  - ZGMF-X23S セイバー
  - ZGMF-X24S カオス
  - ZGMF-X31S アビス
  - ZGMF-X88S ガイア
  - ZGMF-X56S/θ デスティニーインパルス
  - ZGMF-X42S デスティニー
  - ZGMF-X666S レジェンド

### 勲章制度
ネビュラ勲章
在来他国軍の2階級特進に相当するような大きな武勲を立てた将兵に授与される。
名称は、SF作品や活動に贈られる星雲賞を元ネタとしている。

### FAITH
フェイス（FAITH：Fast Acting Integrate Tactical Headquarters＝戦術統合即応本部）は、プラント国防委員会直属の指揮下に置かれる特務隊であり、国防委員会及び評議会議長に戦績・人格ともに優れていると認められた者が任命される。ザフトのトップエリートと言うべき存在であり、左の襟元に部隊の徽章を付けることで所属を示す。
「隊」といっても隊員同士が戦術単位として集団行動をとることは無く、個々において行動の自由を持ち、その権限は通常の部隊指揮官より上位で作戦の立案及び実行の命令権限までも有している。このため、1つの戦術部隊に複数のFAITHが着任していると意思統一に齟齬を来す懸念（＝二重指揮問題）もあり、ハイネ・ヴェステンフルスもミネルバ1艦にFAITHが3人乗り組むことを「まずいんじゃない?」と述べている。
フェイスは、「信頼」「信念」の意味。
主な所属人員
- アスラン・ザラ
- レイ・ユウキ
- ラウ・ル・クルーゼ
- タリア・グラディス
- ハイネ・ヴェステンフルス
- シン・アスカ
- レイ・ザ・バレル
- アンリ・ユージェニー

### 備考
- ザフトは歴史上存在した様々な軍隊の要素を併せ持っている。
  - アメリカ海兵隊：限定的ながら一部隊が陸海空宇宙すべての戦闘に対応できる[5]。
  - ソビエト連邦：兵器の開発は一部を除くと企業ではなく、国家の「設計局」が行う[46]。
  - イスラエル国防軍:クルーゼ隊やバルトフェルド隊など、部隊名を指揮官名から取る設定は中東戦争時に同軍が部隊の規模を誤魔化す為に行っていた所からきている[38]。

## クライン派
元々、コーディネイター社会においてはその迫害の歴史から優生思想が発生していたが、シーゲル・クラインはコーディネイターの出生率低下によってその未来に疑問符を感じ、将来的には交雑によってナチュラルへと回帰する路線を思案する。また、クライン派は宇宙に存在し得る未知の遺伝子を入手し、出生率の低下を抑える思索もしていた。
こうしたシーゲルを筆頭とした派閥はプラント最高評議会において、地球連合との早期講和とナチュラルとコーディネイターの融和を目標に穏健路線をとるようになった。しかし大戦末期になるとパトリック・ザラへの政権交代により、議会における政策はザラ派寄りのものとなっていく。これを受け、シーゲルはレジスタンス組織を結成。シーゲルが暗殺された後は和平を願うラクス・クラインが父の人脈を利用し、一つの勢力を構築。クライン派は軍艦エターナルを奪取して第3極の立場となり、地球連合とプラント間の紛争を武力により終息させようとする「ラクス・クラインの支持者」という意味あいが強くなる。
前大戦の終結後、これらクライン派は地球連合を含む各勢力からの非戦派とともに「ターミナル」や「ファクトリー」を結成し、その活動を継続した。アークエンジェルやエターナルへの補給や情報提供も行っている。また、プラント内においても旧クライン議長の支持派は残っているため、プラントの高官やザフト技術者もクライン派に参加。私的な活動者も含め機密情報や機体の横流し、機体開発までを行うことで彼らを支援している。
C.E.74年に二次大戦の停戦を迎えた後は、プラント側の代表であるルイーズ・ライトナーがオーブ連合首長国と講和。最高評議会の要請により、ラクス・クラインが帰還した。

## ザラ派
クライン派とは対照的に、プラント最高評議会において、地球連合やナチュラルに対する急進派となる派閥。
その筆頭となるパトリック・ザラはコーディネイターに対しての迫害と尊敬を一身に受けてきた世代であり、それが高まるほど優越思想に傾倒していった。そのため、コーディネイターの出生率低下が問題視された際も、パトリックはその思想を捨てたシーゲルとは対照的に、あくまで科学技術の発展によるコーディネイター存続を望んでいた。
パトリック・ザラの議長就任後は「オペレーション・スピットブレイク」によって地球軍本部を壊滅に追い込み、地球圏の支配権を握る目算を立てていたものの、情報の漏洩によって同作戦に失敗。ただし、同時期に起こった「フリーダム強奪事件」によってラクス・クラインの犯行が明らかとなったため、これを機に司法局を動かし、クライン派議員の拘束を行う。
これによって議会はザラ派優位の方向へ傾くものの、ヤキン・ドゥーエ攻防戦の最終局面によってパトリック・ザラが死亡した事と、幽閉されていたカナーバらクライン派議員が蜂起をしたために政権は転覆。その後の戦後処理もカナーバを議長として臨時政権によって執り行われる事となった。
C.E.73年においては穏健派のギルバート・デュランダルが政権を握ったため、軍部においてそれに意に反する旧ザラ派の支持者の一部は脱走兵となり、テロリストとして活動した。
C.E.75では、国防委員長のハリ・ジャガンナートがザラ派の急進派であることが判明し、物語の途中でファウンデーション王国の上層部と手を組んで、自身に賛同するザフト兵たちと共にプラント最高評議会に対してクーデターを引き起こす。しかし、バルトフェルド率いるクライン派部隊の尽力により鎮圧され、実質的なリーダーであるジャガンナートも、イザークとディアッカの活躍によって乗艦してたナスカ級と共に討たれて戦死し、クーデターは失敗に終わる。